# ヴィチェプスク駅

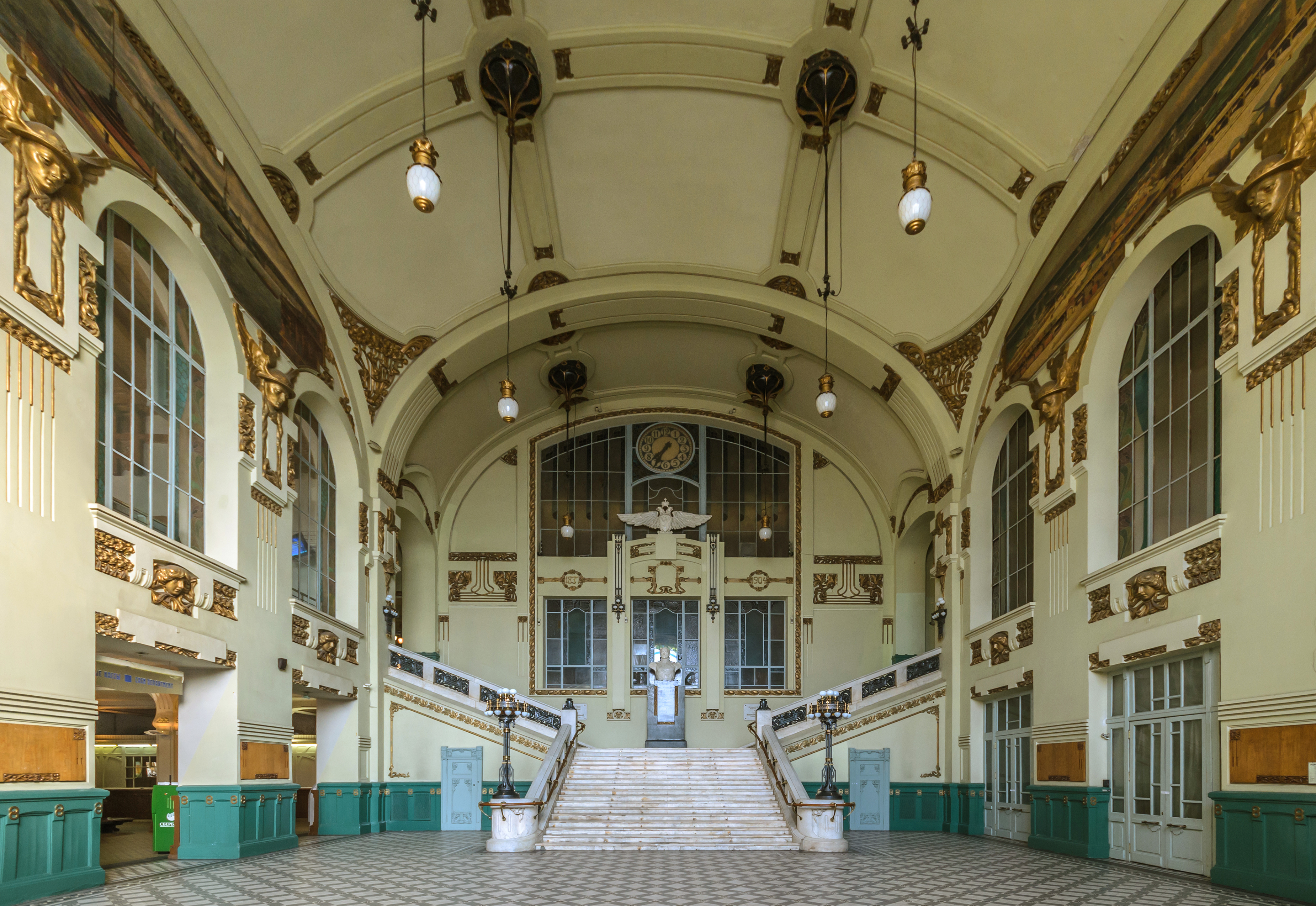
玄関ホール

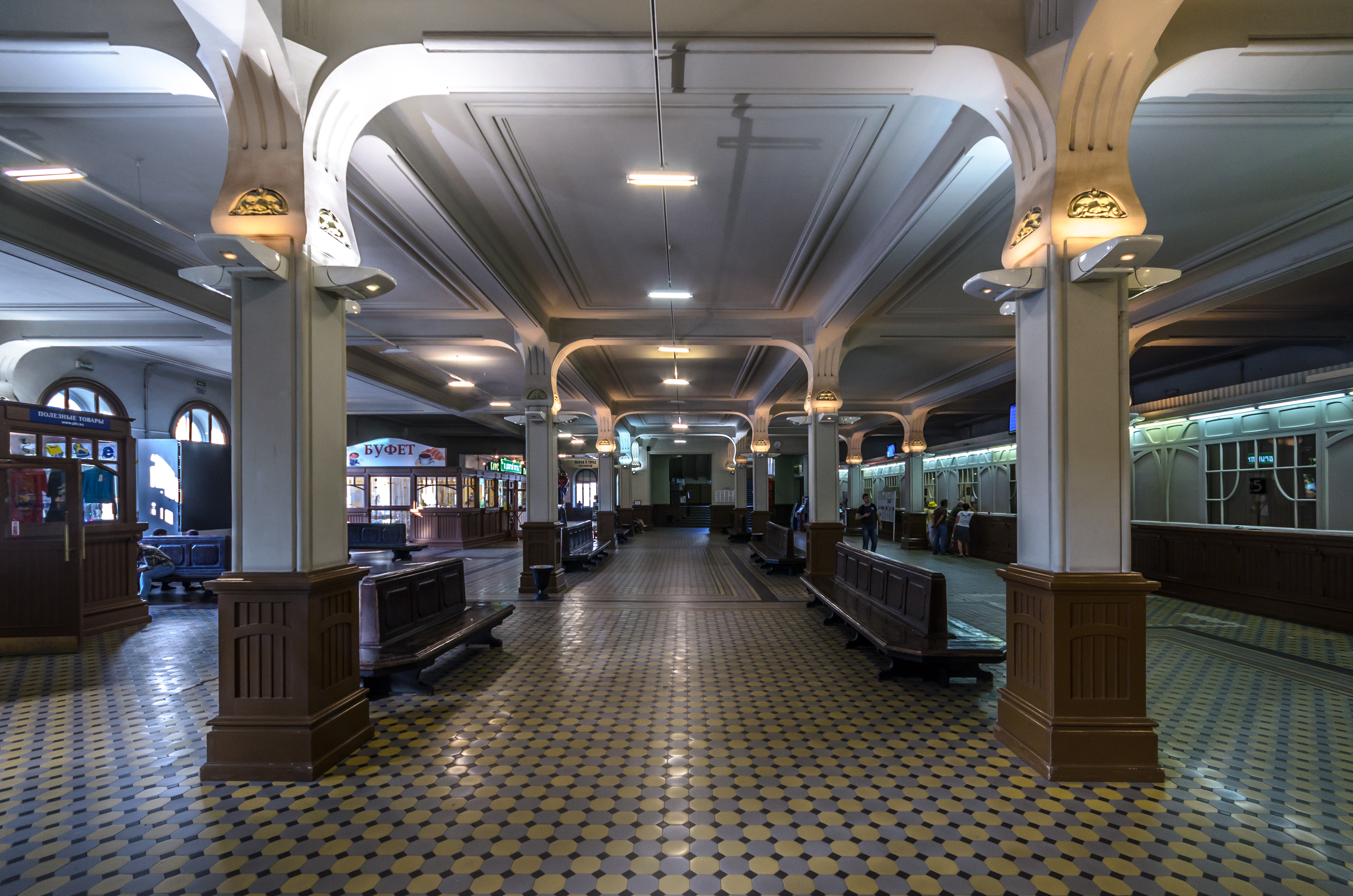
1階待合室

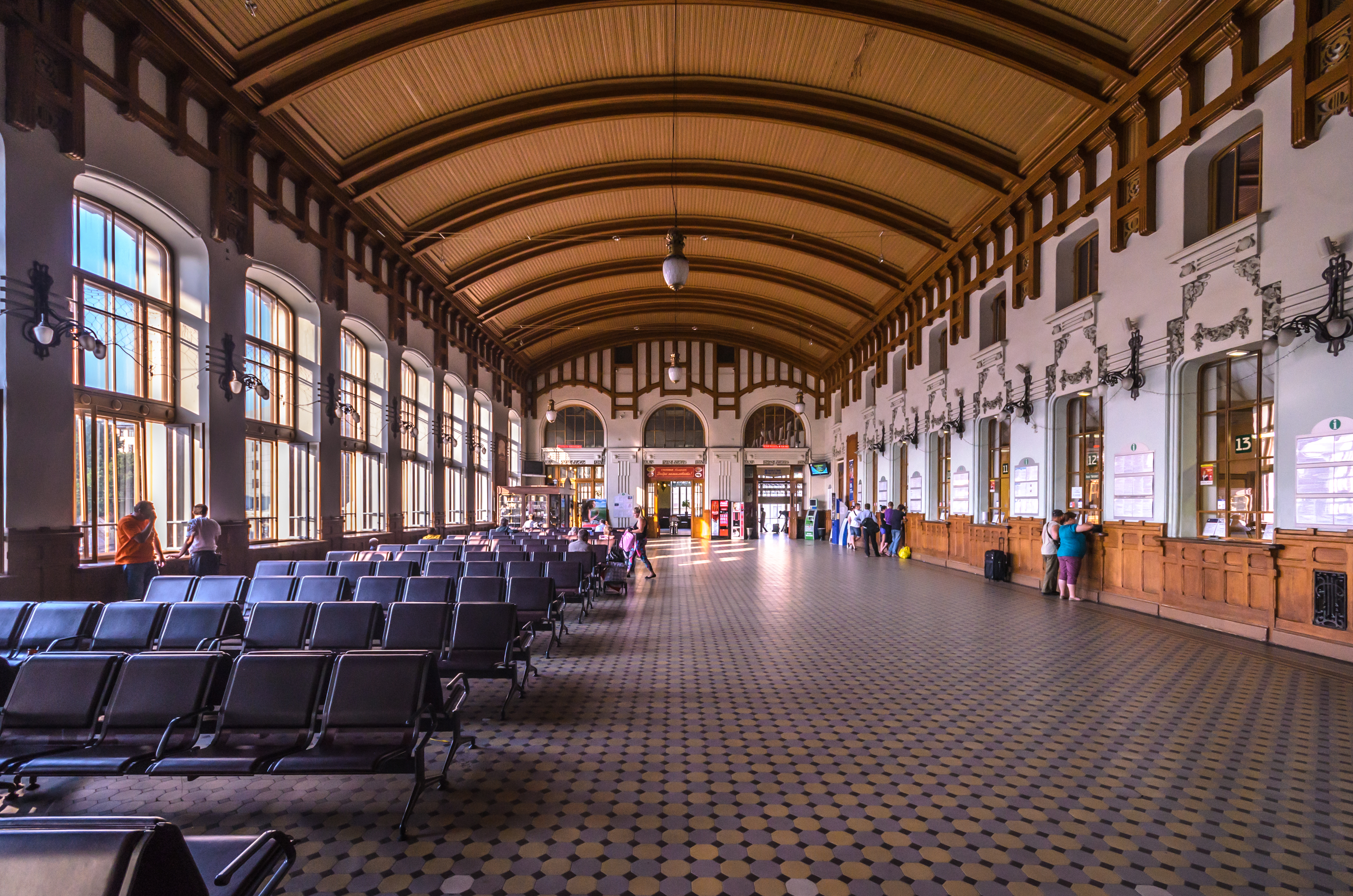
2階切符売り場

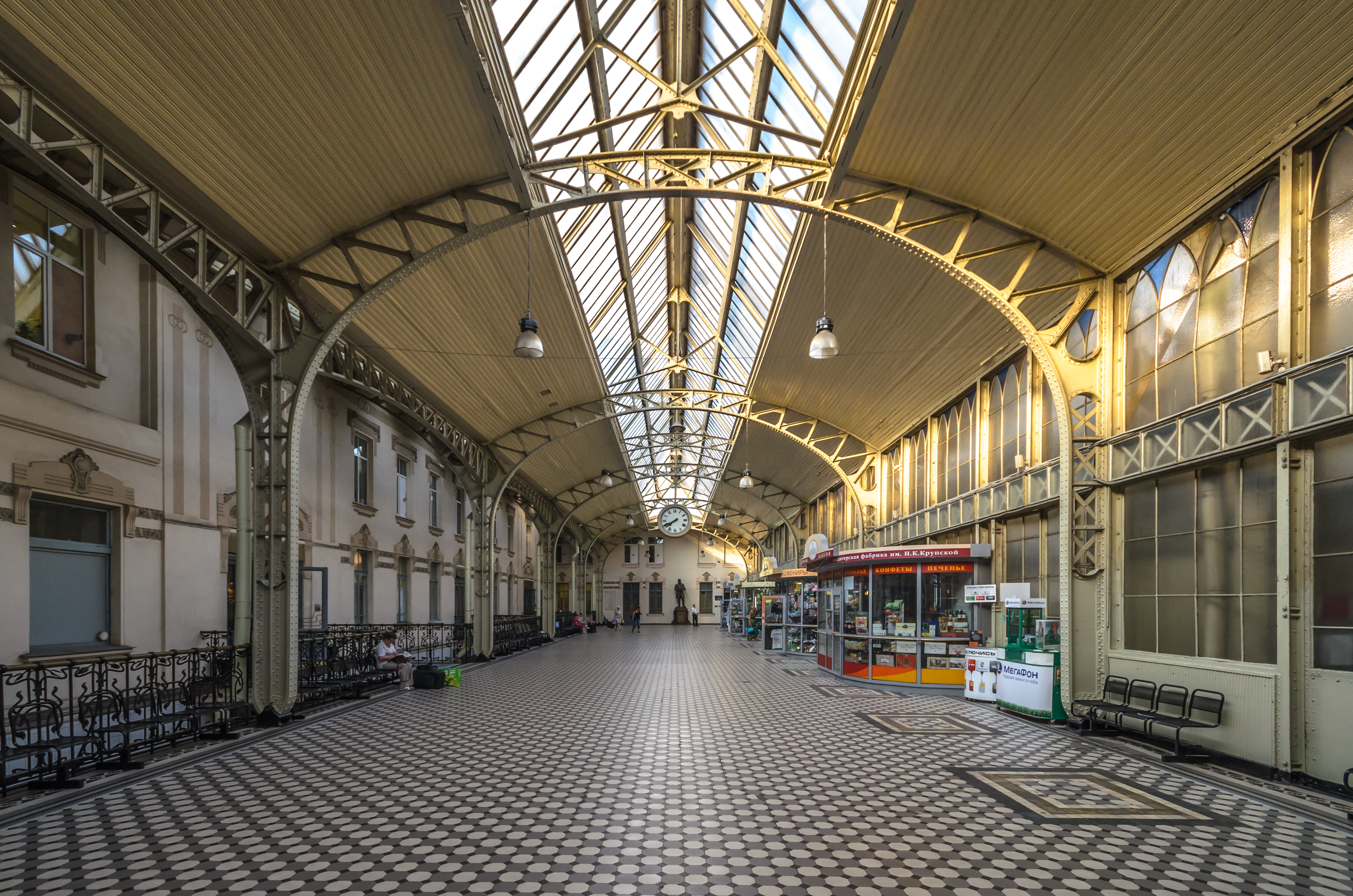
2階出発ロビー

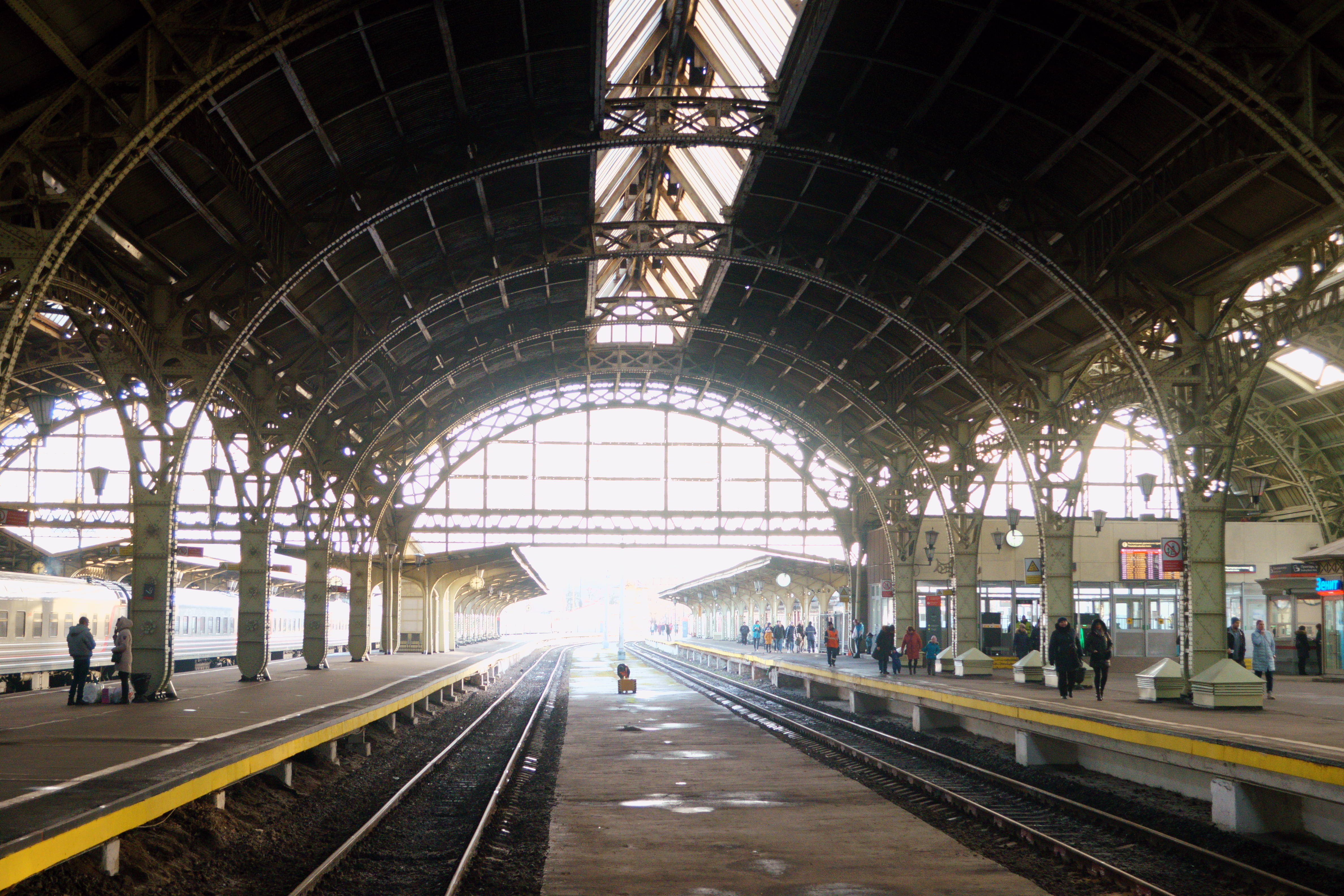
3連アーチのトレインシェッド

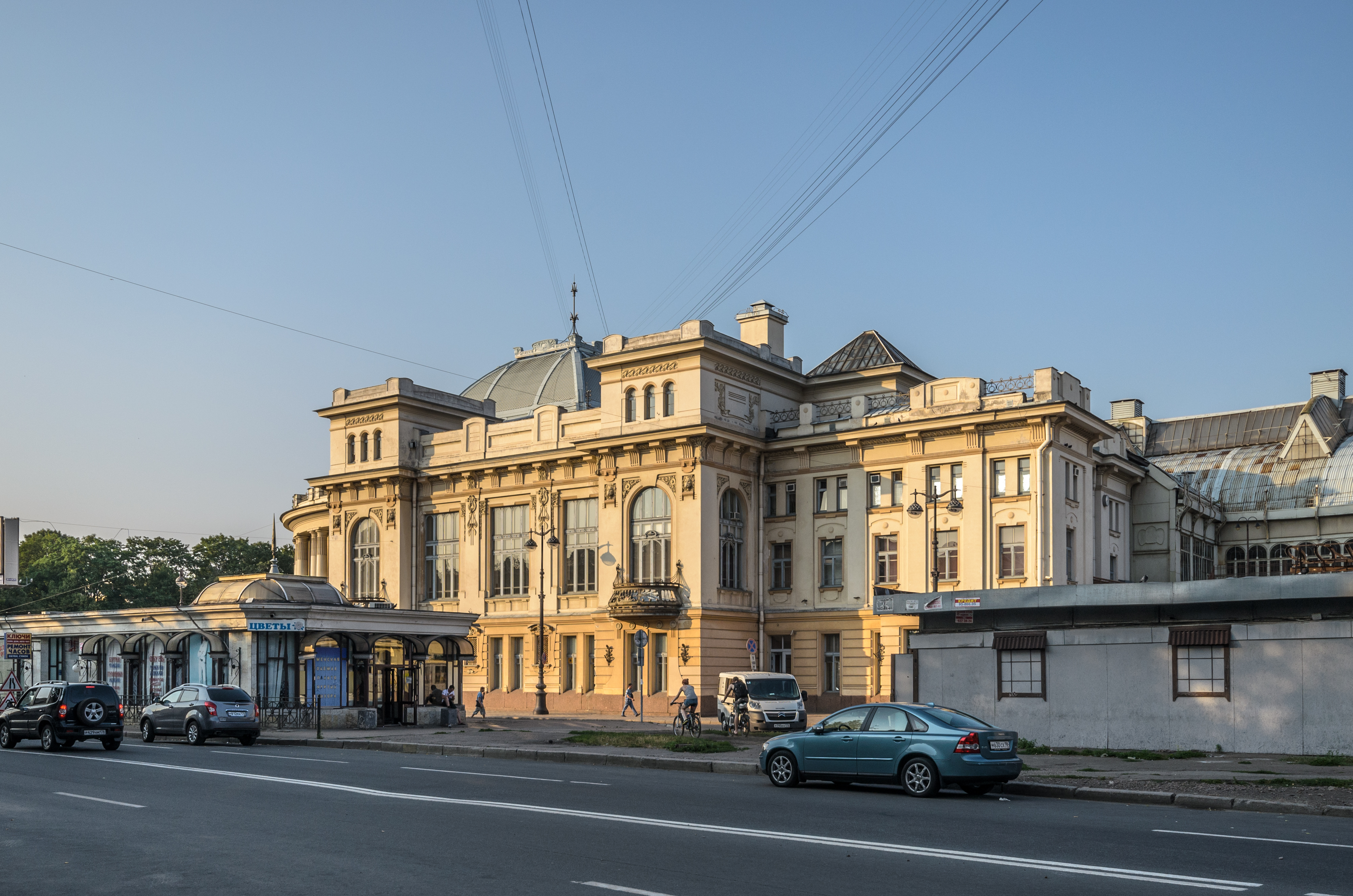
駅舎　西面

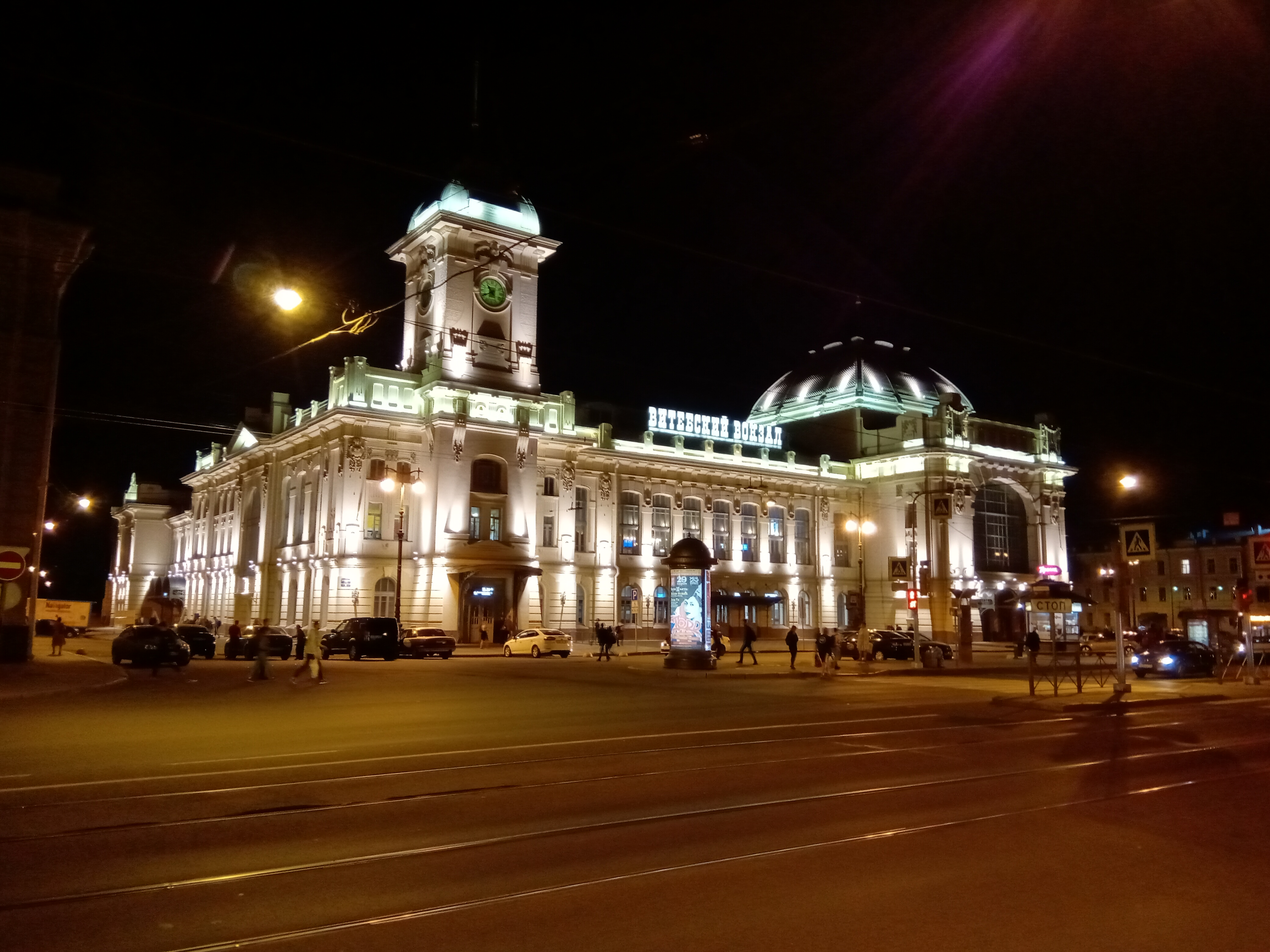
夜景

ヴィチェプスク駅（ヴィチェプスクえき、ロシア語: Витебский вокзал、ヴィーチェプスキー・ヴァグザール）は、ロシア第2の都市サンクトペテルブルクにある鉄道駅である。
市内に5つあるターミナル駅の1つ。

## 概要
開業時の駅名は「ツァールスコエ・セロー」であったが、これは宮殿のあるツァールスコエ・セローへ向かう列車が発車していたことに由来している。
全普通列車が子供の村駅（ツァールスコエ・セローの表玄関駅）に停車する。その後、ヴィーツェプスクまで延伸され、現駅名になった。ミンスク・キエフ・キシニョフ方面に行く列車が発着する。
ロシア最初の鉄道駅として1837年に開業した。現在の駅舎は1904年に建て替えられたルネサンス風の建物である。内装はアール・ヌーヴォーの影響を受けており装飾性が高い。駅舎が特急列車のコンコース、駅舎西隣の広場（屋外）が普通列車用コンコースとなっており、切符売場も特急用と普通用に分かれている。駅舎の入口では手荷物検査を行っている。駅舎は2階立てで、出口は1階に、プラットフォームへの入口は2階にある。

### 乗り場
5面8線で、プラットフォームは2階にある。発車線は1～5番が割り振られており、発車線の番号はそれぞれのプラットフォームの右側・左側という形で区別される。
| ホーム | 路線             | 行先                   | 備考 |
| ------ | ---------------- | ---------------------- | ---- |
| 1～3   | ヴィチェプスク線 | ヴィリツァ方面         | 普通 |
| 4～5   | ヴィチェプスク線 | ヴィーツェプスク方面   | 特急 |
| 4～5   | ルガ線           | ヴィリニュス・リガ方面 | 特急 |
| 4～5   | イヴァンゴロド線 | タリン方面             | 特急 |

### 列車
特急列車は、行き先が主に3方面ある。
一番多いのはヴィーツェプスク方面で、キエフ行の「白鳥」号など一日7本前後が発車する。これらの他は、ヴィリニュス・リガ行の特急「バルト」号、およびタリン行の昼行特急がそれぞれ1本ずつあるだけである。また、殆どが夜行列車であるため、夕方に集中している。
普通列車は一日約50本発車する。概ね毎時2～3本であるが、平日の午前中は2時間程度列車が発車しない時間帯もある。
| 列車番号 | 運行区間                                    | 列車番号 | 運行区間                                    |
| -------- | ------------------------------------------- | -------- | ------------------------------------------- |
| 37       | サンクトペテルブルク - リガ                 | 38       | リガ - サンクトペテルブルク                 |
| 51       | サンクトペテルブルク - ミンスク             | 52       | ミンスク - サンクトペテルブルク             |
| 53       | サンクトペテルブルク - キエフ               | 54       | キエフ - サンクトペテルブルク               |
| 57       | サンクトペテルブルク - フロドナ             | 58       | フロドナ - サンクトペテルブルク             |
| 61       | サンクトペテルブルク - キシナウ             | 61       | キシナウ - サンクトペテルブルク             |
| 79       | サンクトペテルブルク - カリーニングラード   | 80       | カリーニングラード -サンクトペテルブルク    |
| 83       | サンクトペテルブルク - ホメリ               | 83       | ホメリ - サンクトペテルブルク               |
|          |                                             | 143      | ハルキウ - サンクトペテルブルク             |
| 677      | サンクトペテルブルク - ヴェリーキエ・ルーキ | 677      | ヴェリーキエ・ルーキ - サンクトペテルブルク |

## 乗り換え

### 地下鉄
- サンクトペテルブルク地下鉄 1号線 - プーシキンスカヤ駅

### 路面電車・トロリーバス・路線バス・乗合タクシー
モスクワ大通りが近く、モスクワ大通りの南北方面への路線が多い。
- 市外大通り南側
  - レーニン広場方面：路面電車（16系統）、トロリーバス（3・8・15・17系統）、路線バス（39э系統）、乗合タクシー（15・25・90・124・177・258・338・800・900系統）
- 市外大通り北側
  - エレクトロシラ方面：トロリーバス（3・8・15・17系統）、路線バス（39э系統）、乗合タクシー（15・25・90・177・338・800・900系統）
  - プリモスルスキー方面：乗合タクシー（124系統）

## 隣の駅
ロシア鉄道
ヴィチェプスク線
特急「白鳥」
サンクトペテルブルク・ヴィチェプスク駅 - バチェツキー駅
愛称なし特急
サンクトペテルブルク・ヴィチェプスク駅 - バチェツキー駅（一部はドノ駅、ソリツィ駅、ウトロゴシュ駅までノンストップ）
普通（ノヴゴロド行）
サンクトペテルブルク・ヴィチェプスク駅 - クプチノ駅（一部は栄光大通駅に停車）
普通
サンクトペテルブルク・ヴィチェプスク駅 - ボロヴァヤ駅（ただし、朝・夕方を除き航空公園駅までノンストップ。また、栄光大通駅までノンストップの便もある）
ルガ線
特急「バルト」
サンクトペテルブルク・ヴィチェプスク駅 - ルガ第一駅
バルト線
特急
サンクトペテルブルク・ヴィチェプスク駅 - キンギセップ駅